# El cazador furtivo
El cazador furtivo (título original en alemán, Der Freischütz) es una ópera en tres actos con música de Carl Maria von Weber y libreto en alemán de Friedrich Kind. Fue estrenada en la Schauspielhaus de Berlín el 18 de junio de 1821 bajo dirección musical del propio compositor. Está considerada la primera ópera romántica alemana importante, especialmente en su identidad nacional y franca emocionalidad.
Su trama se basa en una leyenda folclórica alemana, y muchas de sus tonadas están inspiradas por la música folclórica alemana. Su retrato nada terrenal de lo sobrenatural es especialmente agudo en la famosa escena de la Cañada o Garganta del Lobo.[cita requerida] A pesar de sus atrevidas innovaciones (y algunos ataques por parte de los críticos), rápidamente se convirtió en un éxito internacional, con alrededor de 50 interpretaciones en los primeros 18 meses después de su estreno el 18 de junio de 1821 en el Schauspielhaus de Berlín (hoy llamado el Konzerthaus). Entre los muchos artistas influidos por El cazador furtivo estuvo un joven Richard Wagner.
El título El cazador furtivo procede de una leyenda alemana. Normalmente se traduce al inglés como The Marksman ("El tirador") o The Freeshooter ("El cazador furtivo", como en español).
Una versión en francés con recitativos fue preparada por Hector Berlioz para una producción en la Ópera de París en 1841; esta fue repuesta en la Opéra-Comique de París en 2011.

## Historia
Con motivo de una estancia en 1810 en el castillo de Neoburgo Weber, impresionado por la reciente creación de Fidelio, primera y única ópera de Beethoven, escogió a su vez el cuento Des Jägers Braut como tema de ópera. Pero lo ocuparon otros compromisos y hasta el año 1816 no solicitó al poeta Johann Friedrich Kind que le escribiera un libreto. La composición empezó en julio de 1817.
Estrenada en la Schauspielhaus de Berlín el 18 de junio de 1821 bajo dirección musical del propio compositor, debido a las tensiones políticas en Dresde donde Weber estaba oficialmente a cargo, la obra encontró un éxito inmediato, y se convirtió rápidamente en un éxito internacional, alcanzando cerca de cincuenta representaciones en los 18 meses siguientes a su estreno en Berlín. Su éxito se propagó rápidamente dentro de toda Europa y se convirtió en el símbolo del nacimiento de la ópera romántica alemana. Según el hijo del compositor, que escribió una biografía de este, 

Weber no compuso 'Der Freischütz'; le permitió germinar del rico suelo de su valiente corazón alemán, y expandirse hoja a hoja, capullo a capullo, alimentado por la mano de su talento; y así no hay alemán que mire la ópera como una obra de arte que le atrae desde afuera. Siente como si cada verso de la obra procediera de su propio corazón, como si él mismo la hubiera soñado así, y no podía sonar de un modo distinto al susurro de un honrado hayedo alemán.

El estreno en Francia tuvo lugar en el théâtre de l'Odéon el 7 de diciembre de 1824 en una adaptación francesa de Castil-Blaze y Thomas Sauvage – muy alejado del original – titulado Robin des Bois ou les Trois Balles, y que será representada regularmente, especialmente en la Opéra-Comique el 15 de enero de 1835 y en el Théâtre-Lyrique el 24 de enero de 1855. Se hicieron muchos cambios en la partitura, como divertissements hechos de la música de danza en "Preciosa" y "Oberón", y de "Invitación a la danza", con partitura de Berlioz. Una segunda versión, más fiel, se realizó en 1841 por Hector Berlioz (que añadió recitativos) y Émilien Pacini (quien tradujo apropiadamente el texto) para la Opéra de Paris bajo el título Le Franc Archer. Su primera representación en inglés en Londres tuvo lugar el 22 de julio de 1824 como Der Freischütz, or the Seventh Bullet, con varias baladas insertadas; y su primera representación en italiano en el Covent Garden el 16 de marzo de 1850, con recitativos obra de Costa, como Il Franco Arciero. Fue tan popular en Inglaterra en 1824 que nada menos que nueve teatros estaban presentando varias versiones de ella al mismo tiempo. La versión original se estrenó en el Théâtre-Italien (salle Favart) el 14 de mayo de 1829 por un grupo alemán que permitió al público parisino descubrir igualmente las otras dos obras maestras de Weber, Euryanthe (1823) y Oberón (1826). En España se estrenó el 4 de agosto de 1849, en el Gran Teatro del Liceo de Barcelona.
El cazador furtivo sigue siendo una de las óperas más populares; en las estadísticas de Operabase aparece la n.º 44 de las cien óperas más representadas en el período 2005-2010, siendo la 9.ª en alemán y la primera de Weber.

## Personajes
| Personaje                                               | Tesitura      | Elenco del estreno, 18 de junio de 1821 (Director de orquesta: Carl Maria von Weber) |
| ------------------------------------------------------- | ------------- | ------------------------------------------------------------------------------------ |
| Max, un ayudante del guardabosques                      | tenor         | Karl Heinrich Stürmer                                                                |
| Kilian, un rico campesino                               | barítono      | August Wiedemann                                                                     |
| Cuno, un guardabosques hereditario                      | bajo          | Johann Gottfried Karl Wauer                                                          |
| Caspar, un ayudante de guardabosque                     | bajo          | Heinrich Blume                                                                       |
| Aennchen, pariente de Agathe                            | soprano       | Johanna Eunicke                                                                      |
| Agathe, hija de Cuno                                    | soprano       | Karoline Seidler-Wranitzky                                                           |
| Samiel, el Cazador Negro                                | papel hablado | Josef Hillebrand                                                                     |
| Cuatro doncellas                                        | soprano       |                                                                                      |
| Ottokar, un príncipe soberano                           | barítono      | Gottlieb Rebenstein                                                                  |
| Ermitaño                                                | bajo          | Johann Georg Gern                                                                    |
| Cazadores, campesinos, espíritus, doncellas, sirvientes |               |                                                                                      |

## Argumento

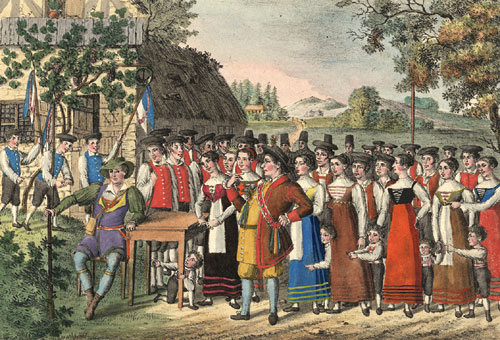
Una ilustración de 1822 del Cazador furtivo mostrando la escena inicial con Max y Kilian.

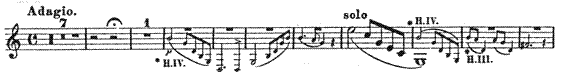
Trompas 2ª, 3ª y 4ª de la obertura.

El texto de la ópera está tomado de una historia de Cuentos populares de las naciones norteñas, y se funda en una creencia tradicional de que un demonio en el bosque dota a un tirador con balas mágicas que siempre aciertan, forjadas bajo influencias mágicas.
Lugar: Bohemia
Tiempo: A finales de la Guerra de los Treinta Años

### Acto I
Cuno, el jefe de los guardabosques del príncipe de Bohemia, demasiado viejo para seguir en el cargo, recomienda a Max, un hábil tirador, que está prometido con su hija Agatha, como su sucesor. El príncipe está de acuerdo en aceptarlo si logra vencer en el concurso de habilidad que se celebra al día siguiente.
En dicho concurso de tiro, Max pierde en favor del joven campesino Kilian, quien es proclamado "Rey de los tiradores." (Coro: "Victoria! der meister soll leben"/"¡Victoria! Larga vida al maestro"; la canción de burla de Kilian: "Schau der Herr"/"Deja que me mire como rey.")
Debido a que Max ha tenido mala suerte durante varios días, cae fácilmente bajo la influencia de Caspar, el villano de la obra, que se ha vendido al demonio Samiel, y que también está enamorado de Agatha. Caspar idea un truco para arruinar a Max y entregarlo a Samiel como un sustituto de sí mismo, pues el vencimiento de su contrato con el demonio se acerca. Caspar convence a Max para forjar siete balas mágicas que use en el concurso. Caspar, cuya alma es entregada al demonio al día siguiente, espera obtener tres años más de gracia poniendo a Max en su lugar. (Trío: Cuno, Caspar, Max; coro: "O diese Sonne"/"Oh, el sol, aterradoramente se alza.")
A solas, Max se entrega a una honda melancolía al pensar en que puede perder a Agathe si fracasa en el concurso de tiro. (Aria: "Durch die Wälder"/"A través de los bosques y campos.") Caspar intenta imbuirle coraje con extraños encantamientos . (Canción: "Hier im ird'schen Jammerthal"/"Aquí, en este valle de lágrimas.")
Caspar entrega a Max su pistola cargada con una bala mágica, y para su propio asombro, Max mata a un águila que vuela a gran altura. Decide ir con Caspar a medianoche a la terrible Garganta del Lobo para forjar las balas mágicas, que matarán cualquier cosa que quiera el tirador, para ganar el concurso. Caspar, a solas, triunfa. (Aria: "Schweig! damit dich Niemand wart"/"Silencio, que nadie le advierta nada.")

### Acto II
Habitación de Agathe

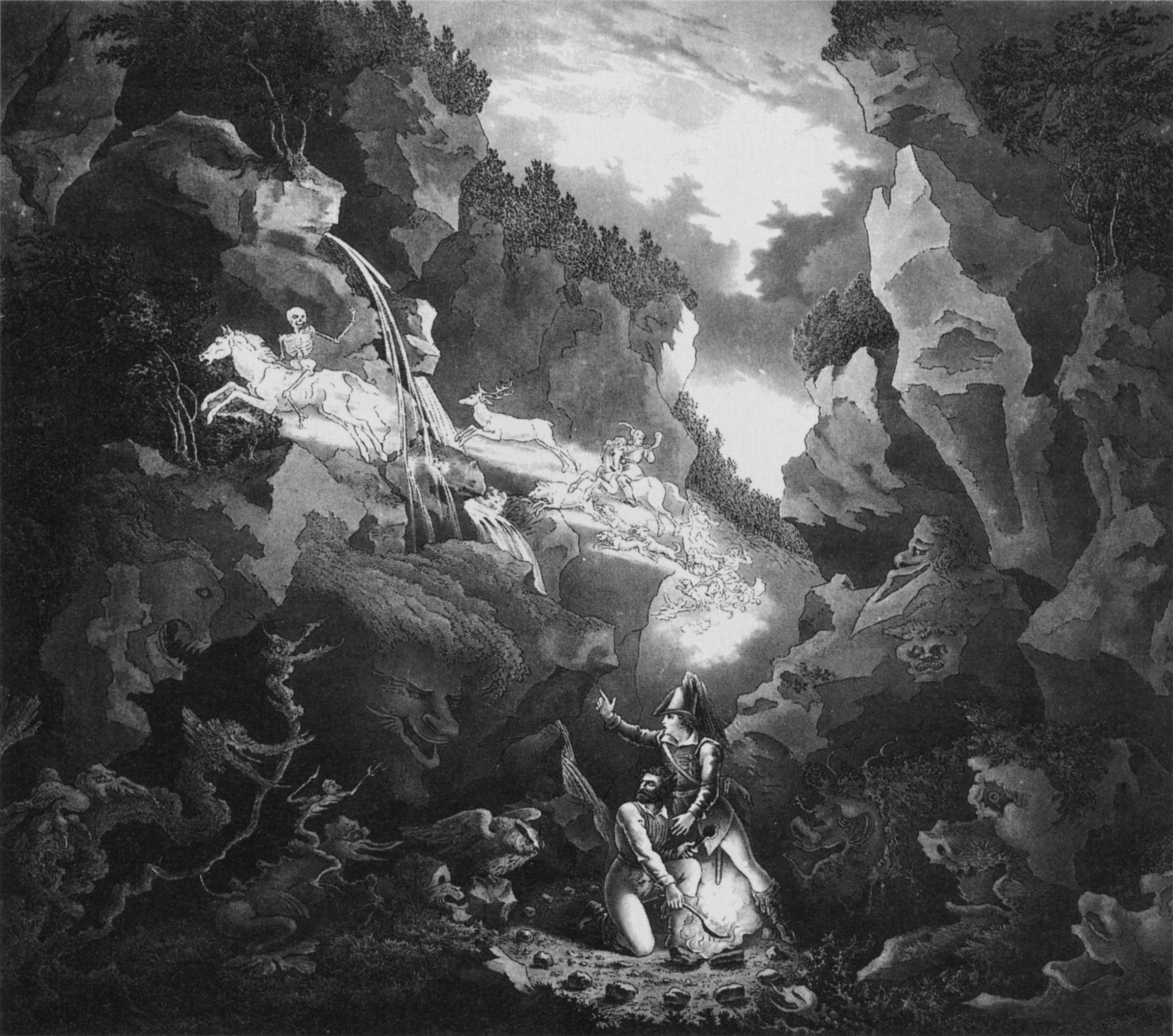
Diseño para la Garganta del Lobo (1822, Weimar)

Agathe tiene sombríos presentimientos. Canta su encuentro con un ermitaño en el bosque, que le dijo que la amenazaba un peligro, pero sería protegida por su corona nupcial. En el momento en que Max dispara la bala mágica, la imagen del antepasado de Agathe que cuelga en la pared cae al suelo, lesionándola ligeramente. La prima y compañera de Agathe, Aennchen lo reemplaza. (Dúo: "Schelm, halt fest!"/"¡Pillo, agárrate fuerte, yo te enseñaré!.") Agathe se preocupa aún más, pero Aennchen consigue animarla con sus bromas. (Arieta: "Kommt ein schlanker Bursch gegangen"/"Viene un bello joven por este camino.")
Agathe a solas espera a Max con las noticias de su éxito, que ella decide interpretar como un buen augurio. (Recitativo y aria: "Wie nahte mir der Schlummer . . . Leise, leise"/"Mis párpados se cierran en sueños... Bajo, bajo, palabras sagradas".)
Max llega; reconoce que no ha sido el ganador, pero explica que ha matado a un ciervo, que trae esta tarde de la Garganta del Lobo. Ignorando los ruegos de Agathe y Aennchen, Max se marcha. (Trío: "Wie? Was? Entsetzen!"/"¡Qué, oh horror! ¿Allí, en la Garganta del Lobo?")
La Garganta del Lobo por la noche
Caspar invoca a Samiel, el Cazador Negro, en su ayuda, y prepara la forja de las balas mágicas. Llega Max y el espíritu de su madre le advierte que abandone el proyecto. Samiel conjura la forma de Agathe, representándola ahogándose desesperada por el fracaso de Max, de ahí él se lanza a la Garganta y con un ruido demoníaco comienza la forja de las balas.

### Acto III
Habitación de Agathe
Agathe está rezando. (Aria: "Und ob die Wolke sie verhülle"/"A través de nubes oscuras aún luce el sol en el cielo radiante.") Han vuelto sus dudas, debido a un sueño con un augurio desfavorable, pero Aennchen de nuevo la alegra con risas y una canción. (Romanza y aria, posteriormente añadida por Weber: "Einst träumte meiner sel'gen Base"/"Mi prima muerta ha tenido un sueño.") Las doncellas llegan con la corona nupcial. (Canción: "Wir winden dir den Jungfern-Kranz"/"Te rodeamos, corona nupcial.") Cuando Aennchen abre la caja, sin embargo, encuentra dentro una corona funeraria, que aún incrementa más su inquietud. En cierta medida se reconforta por el recuerdo de la promesa del ermitaño de que estará protegida por su corona nupcial.
El encuentro de los tiradores
Habiéndose repartido las siete balas, y tras haber cazado algunas presas, ya solo les queda una bala mágica a cada uno. Max exige a Caspar que le entregue su  bala para poderla usar en el turno final, pero Caspar lo rechaza. Cuando Max se marcha, Caspar dispara a un zorro, haciendo así que la bala de Max sea la séptima y última bala controlada por el Diablo.
El concurso de tiro

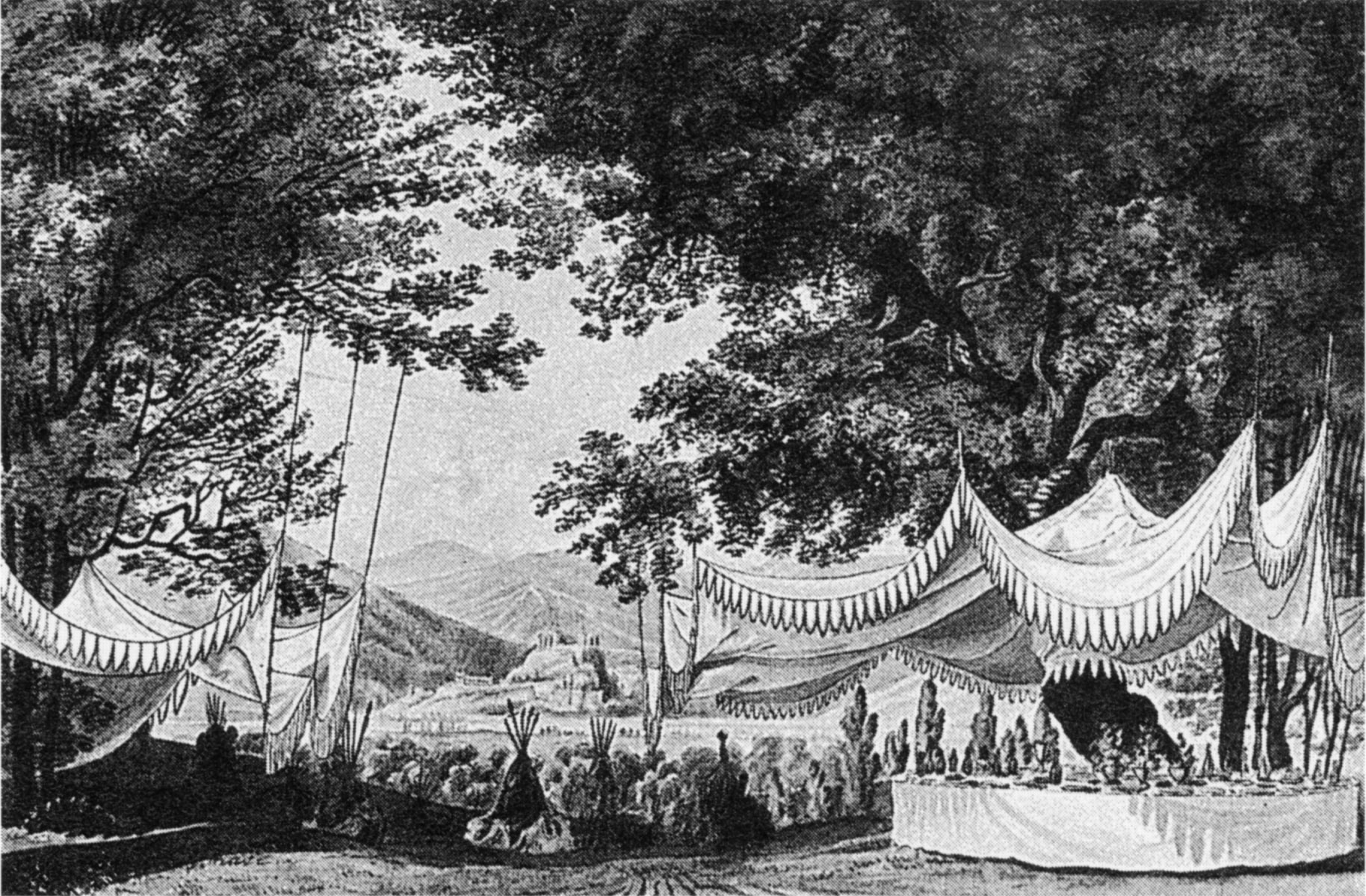
Diseño para el final del Acto III (producción original de 1821)

El príncipe Ottokar espera a Max en su tienda. (Coro de guardabosques: "Was gleicht wohl auf Erden"/"Lo que excede de los placeres de la caza.") Max va ahora a disparar a una paloma. Al apuntar, Samiel, el Cazador Negro, aparece para guiar la bala, y hace que Max dispare a Agathe, quien es aparentemente herida. (Finale: "Schaut, o schaut"/"Mira, oh, mira, ha disparado a la novia.") Agathe cae, pero su corona nupcial ha desviado la bala, que ha dado a Caspar. Agathe revive de su desmayo. Caspar, al ver a un santo ermitaño a su lado, se da cuenta de que ha fracasado. Samiel le coge a él en lugar de a Max, así que Caspar expira con una maldición en sus labios. El príncipe Ottokar ordena que el cadáver sea arrojado a la Garganta del Lobo, y luego exige y recibe una explicación por parte de Max. A pesar de los ruegos de Cuno, Agathe, los campesinos, y los cazadores, el furioso príncipe pronuncia una sentencia de destierro. Antes de que se pueda ejecutar, sin embargo, el ermitaño entra en medio de la niebla. El príncipe reconoce al hombre santo, y pide su consejo. El ermitaño explica que los efectos combinados del amor por Agathe, y el miedo de perderla en caso de fracasar en el concurso han hecho que Max se aparte de una vida que anteriormente fue sin una falta. El ermitaño condena el concurso de tiro, sugiere como pena un año de penitencia y pregunta quién entre los presentes puede mirar en su propio corazón y está dispuesto a arrojar la primera piedra. Si Max vive una vida sin pecados, ganará el perdón y se le permitirá casarse con Agathe. El príncipe alaba al ermitaño por su sabiduría diciendo que un poder más alto habla por él. El príncipe acaba su discurso diciendo que él mismo colocará la mano de Agathe en la de Max cuando acabe el año. La ópera acaba con el conjunto cantando oraciones de gracias.

## Instrumentación
La ópera El cazador furtivo tiene su partitura para una orquesta de tamaño estándar compuesta por:
En el foso de orquesta: 2 piccolos, 2 flautas, 2 oboes, 2 clarinetes, 2 fagotes, 4 trompas, 2 trompetas, 3 trombones, timpani, cuerdas (violín I y II, viola, violonchelo, contrabajo)
En el escenario: 1 clarinete, 2 trompas, 1 trompeta, violines, violonchelos

## Análisis musical
La obertura, que es uno de los números favoritos de su clase en las salas de conciertos, lo mismo que en los teatros de ópera, es una obra maestra de brillante y descriptiva instrumentación, y proporciona la clave de toda la historia en su anuncio de los temas principales. Se abre con un pasaje adagio de trompa de gran belleza, dando la base de toda la acción; y luego siguen los motivos, desde la gran escena de Max en el primer acto, la música del Encantamiento, la escena de Agatha a la luz de la luna, y otros episodios relacionados con la acción de Max y Caspar. De hecho, el frecuente y expresivo uso del leitmotiv a lo largo de la obra permite atribuir a Weber el mérito de su invención.
El primer acto se abre con un coro alegre de campesinos, seguido por la vívida marca y una canción cómica de Kilian, en la que se lamentan con Max por su mala suerte. El siguiente número es un trío y un coro, con solos para los principales personajes, Max, Cuno y Caspar ("O diese Sonne, furchtbar steigt sie mir empor"). El trío comienza sombrío, pero un cambio repentino de trompa y una expresiva combinación del coro le da un carácter alegre. Sólo lo perturban las ominosas frases de Caspar. El siguiente número es una gran escena para tenor. Se abre con un sombrío recitativo, que se va animando conforme él piensa en Agathe, y luego pasa a una de las más tiernas y deliciosas melodías ("Durch die Wälder, durch die Auen"), con un bello acompañamiento. De repente, la armonía queda ensombrecida con la aparición de Samiel, pero él desaparece. Max empieza otra encantadora melodía ("Jezt ist wohl ihr Fenster offen"), que es todavía más bella que el primer recitatitvo. Cuando reaparece Samiel, de nuevo la armonía se ensombrece; pero cuando el desesperado Max grita, "¿Acaso no hay ningún Dios vivo?" el demonio del bosque desaparece, y la gran canción finaliza. Aparece Caspar con una hilarante canción de bebida ("Hier im ird'schen Jammerthal"), furiosa en su energía, e intenta expresar un alborozo nada sagrado. Se cierra el acto con el aria de bajo de Caspar de triunfo infernal ("Triumph! die Rache, die Rache gelingt"), acompañado por música que es maravillosamente extraña y ensombrecida en sus sugerencias.
El segundo acto se abre con un dúo ("Schelm! halt fest") en el que el temor y la ansiedad de Agathe contrasta encantadoramente con la naturaleza ligera y alegre de Aennchen, su ayudante, y esta a su vez es seguida por una inocente y coqueta arieta ("Kommt ein schlander Bursch gegangen") cantada por la segunda. Cuando Aennchen se marcha, Agathe canta una famosa escena a la luz de la luna, "Leise, leise, fromme Weise", empezando, después de unos pocos compases de recitativo, con una melodía llena de oración y esperanza y tiernas ansiedades, ensombrecidas por un vago presentimiento. Es un adagio de exquisita belleza, cerrando con un estallido extático de embeleso ("Alle meine Pulse schlagen") mientras contempla cómo llega su amado. La melodía ya se ha oído en la obertura, pero toda su plena alegría y espléndido arrebato se logra sólo en esta escena. En la siguiente escena hay un trío ("Wie? was? Entsetzen?") entre Max, Aennchen y Agathe, en que se refina la expresión musical de cada uno de los personajes; el acto concluye con la música del encantamiento en la Garganta del Lobo, que nunca se ha sobrepasado en extrañeza, misterio y carácter diabólico, y a veces alcanzando lo sublime.
El último acto tiene un preludio instrumental que anuncia el coro de cazadores. Se abre con una graciosa pero en cierto modo melancólica aria de carácter religioso ("Und ob die Wolke sieverhülle"), cantada por Agathe, en la que ella todavía oscila entre la duda y la esperanza. Le sigue un aria de Aennchen que empieza con un lúgubre romance ("Einst traumte meiner sel'gen Base"), y cerrando con un vivaz allegro ("Trübe Augen, Liebchen"), que pretende animar a su triste ama. Luego las doncellas cantan su coro alegre, "Wir winden dir den Jungfern-Kranz". Le sigue el famoso "Coro de cazadores" (Was gleicht wohl auf Erden - "Con disfrute principesco y disfrute viril...", escena sexta) que se interpreta a menudo como pieza separada. El dramático finale, abundante en sorprendentes ideas musicales contiene la bella melodía de Agathe en el coro de cierre.

## Grabaciones
| Año  | Elenco (Agathe, Aennchen, Max, Caspar)                           | Director, Teatro de ópera y orquesta                                             | Discográfica                                     |
| ---- | ---------------------------------------------------------------- | -------------------------------------------------------------------------------- | ------------------------------------------------ |
| 1955 | Elisabeth Grümmer, Rita Streich, Hans Hopf, Max Proebstl         | Erich Kleiber, Orquesta y coro de la Radio de Colonia, (producción de radio WDR) | Audio CD: Koch Cat. N.º B0000517EP               |
| 1959 | Elisabeth Grümmer, Lisa Otto, Rudolf Schock, Karl Christian Kohn | Joseph Keilberth, Filarmónica de Berlín                                          | Audio CD: EMI Classics Cat. n.º B001BBZ96W       |
| 1959 | Irmgard Seefried, Rita Streich, Richard Holm, Kurt Böhme         | Eugen Jochum, Coro y Orquesta Sinfónica de la Radio de Baviera                   | Audio CD: Deutsche Grammophon Cat. n.º 439 717-2 |
| 1973 | Gundula Janowitz, Edith Mathis, Peter Schreier, Theo Adam        | Carlos Kleiber, Staatskapelle Dresden & coro de la radiodifusión de Leipzig      | Audio CD: Deutsche Grammophon Cat n.º 457 736-2  |
| 1980 | Hildegard Behrens, Helen Donath, René Kollo, Peter Meven         | Rafael Kubelík, Coro y orquesta Sinfónica de la Radio de Baviera                 | Audio CD: Decca Cat no.                          |
| 1990 | Karita Mattila, Eva Lind, Francisco Araiza, Ekkehard Wlaschiha   | Sir Colin Davis, Staatskapelle Dresden & coro de la radiodifusión de Leipzig     | Audio CD: Decca/Philips Cat n.º 478015           |
| 1999 | Inga Nielsen, Malin Hartelius, Peter Seiffert, Matti Salminen    | Nikolaus Harnoncourt, Ópera de Zúrich                                            | DVD: Decca Cat. n.º                              |

## Obras derivadas
- En 1841, Hector Berlioz añadió un ballet para una producción de la ópera en París. Orquestó la pieza para piano de Weber Invitación a la danza para este propósito, pero la orquestación pronto fue conocida principalmente como una pieza de concierto por derecho propio.
- Franz Liszt preparó una transcripción para piano de la obertura en 1846 (S.575).
- The Black Rider es un musical para escena por Robert Wilson, Tom Waits, y William S. Burroughs, basada en El cazador furtivo.
- Magic Hunter,[13] una película húngara, actualiza la historia al tiempo actual, con Max (Gary Kemp) como un tirador de la policía".
- Magibullet o en su versión occidental Magical Musket, arquetipo del juego de cartas Yugioh lanzado en el Deck Build Pack: Spirit Warriors, inspirado en la ópera "El cazador furtivo."
- El artista austriaco Matthias Laurenz Gräff pintó para el evento Garser Wein 2014 un tríptico "Garser Wein 2014 - Der Freischütz - Eros, Pathos, Agape" con el tema Der Freischütz en combinación con un desnudo femenino.[14][15][16]

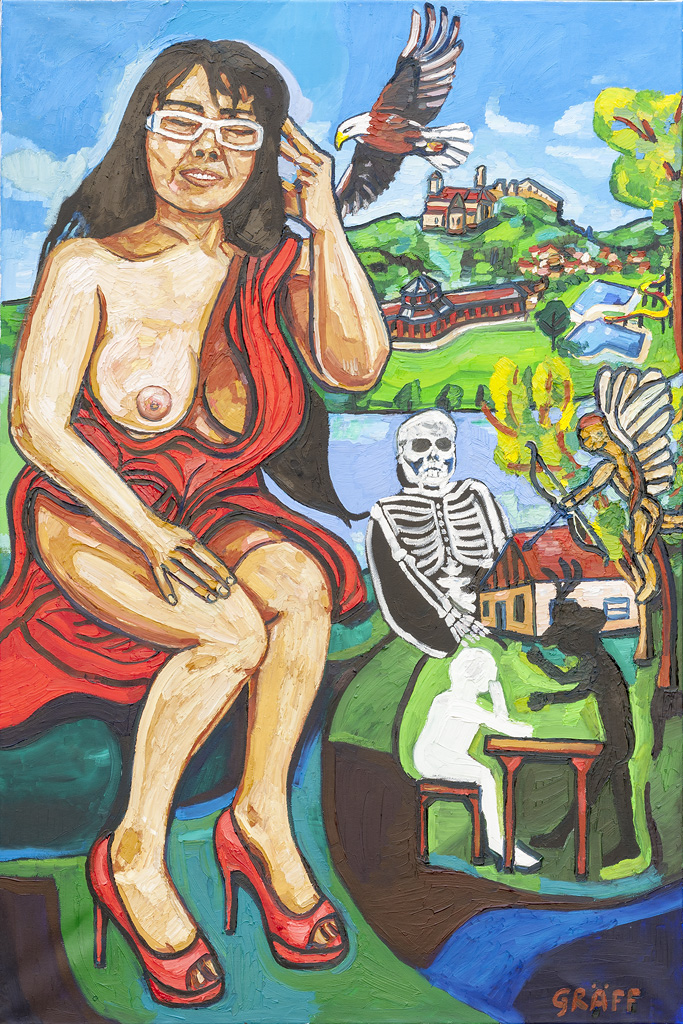
Garser Wein - Der Freischütz - Eros
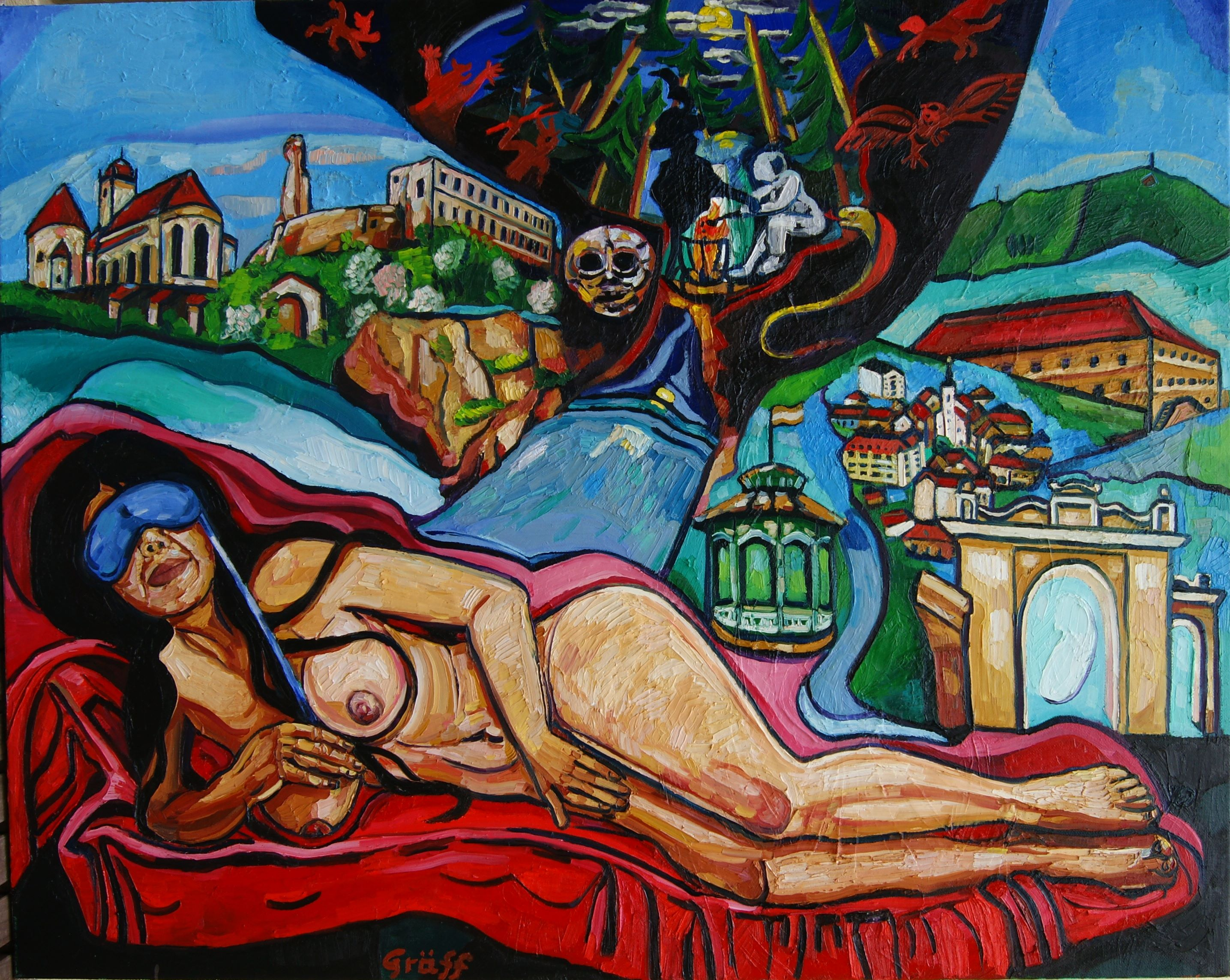
Garser Wein - Der Freischütz - Pathos
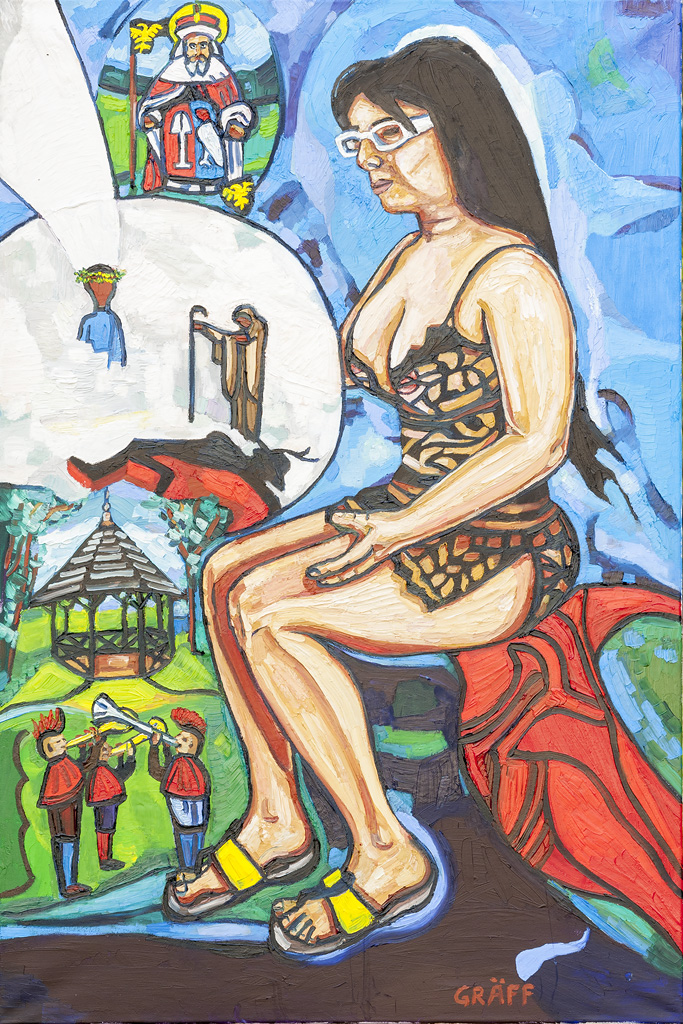
Garser Wein - Der Freischütz - Agape